# Tour de France 2025/7. Etappe
Die 7. Etappe der Tour de France 2025 fand am 11. Juli 2025 statt und führte die 112. Austragung des französischen Etappenrennens zu ihrem nordwestlichsten Punkt in die Bretagne. Der Start erfolgte in Saint-Malo, ehe die 197 Kilometer lange Strecke im Finale zweimal über die Mûr-de-Bretagne führte. Der 293 Meter hohe Anstieg diente zugleich als erste kleine Bergankunft. Nach der Zielankunft hatten die Fahrer insgesamt 1178 Kilometer absolviert, was 35,28 % der Gesamtdistanz entsprach.

## Streckenführung
Der neutralisierte Start erfolgte in Saint-Malo, ehe es entlang der Küste in östliche Paramé ging. Das Rennen wurde auf der D6 in der kleinen Ortschaft Le Tertre Bal freigegeben.
Nach dem offiziellen Start führte die Strecke nach Saint-Méloir-des-Ondes, ehe es über Châteauneuf-d’Ille-et-Vilaine und Pleudihen-sur-Rance nach Évran ging. Dann drehte die Fahrtrichtung gen Nordwesten, wobei wenig später Dinan erreicht wurde. Im Anschluss ging es über Plancoët nach Pléneuf-Val-André, wo die Fahrer erneut zur Atlantikküste gelangten. Über die D34, D786 und D712 führte die Strecke dann in Küstennähe nach Saint-Brieuc, bevor bei Kilometer 139,2 der Zwischensprint im südlichen Plédran erfolgte. Über Plœuc-L’Hermitage und Uzel ging es daraufhin nach Guerlédan, wo der finale Rundkurs erreicht wurde.
Zum Auftakt wurde im Ortsgebiet von Mûr-de-Bretagne eine Bergwertung mit dem Namen Côte du village de Mûr-de-Bretagne (182 m) auf der Rue Sainte-Suzanne abgenommen. Diese Bergwertung der 4. Kategorie stieg für 1600 Meter jedoch nur mit 4,1 % an. Sie wurde 18,2 Kilometer vor dem Ziel passiert und führte die Fahrer auf der D767 zum Fuß der Schlusssteigung, die im Finale zweimal befahren werden musste. Die Mûr-de-Bretagne steigt für zwei Kilometer im Schnitt mit 6,9 % an, wobei die höchsten Steigungsprozente im unteren Teil erreicht wurden. Der erste Kilometer weist eine durchschnittliche Steigung von rund 10 % auf, ehe die gerade Straße zusehends abflacht. Die erste Zielpassage erfolgte 15,3 Kilometer vor dem Ziel, wobei eine Bergwertung der 3. Kategorie abgenommen wurde. Nach der Zieldurchfahrt folgte eine kurze Abfahrt, ehe die Straße bei Saint-Mayeux erneut kurz zu steigen begann. Im Anschluss folgte jedoch eine leicht abschüssige Abfahrt, die die Fahrer über Saint-Gilles-Vieux-Marché zurück nach Guerlédan leitete. Anders als bei der ersten Auffahrt führte die Strecke nun jedoch nicht durch das Ortsgebiet von Mûr-de-Bretagne, sondern verlief auf der N164, womit die Fahrer am Fuß des Schlussanstiegs eine scharfe Rechtskurve durchfahren mussten.
|                            | Ort                                | Kilometer | Länge (km) | Höhe (m) | Ø Steigung | max. Steigung |
| -------------------------- | ---------------------------------- | --------- | ---------- | -------- | ---------- | ------------- |
| neutralisierter Start      | Saint-Malo                         |           |            |          |            |               |
| offizieller Start          | Le Tertre Bal (D6)                 | 0,00      |            |          |            |               |
| Zwischensprint             | Plédran                            | 139,20    |            |          |            |               |
| Bergwertung (4. Kategorie) | Côte du village de Mûr-de-Bretagne | 178,80    | 1,6        | 182      | 4,1 %      | unbekannt     |
| Bergwertung (3. Kategorie) | Mûr-de-Bretagne                    | 181,70    | 2,0        | 293      | 6,9 %      | 15 %          |
| Zieldurchfahrt             | Mûr-de-Bretagne                    | 181,70    |            |          |            |               |
| Bergwertung (3. Kategorie) | Mûr-de-Bretagne                    | 197,00    | 2,0        | 293      | 6,9 %      | 15 %          |
| Ziel                       | Mûr-de-Bretagne                    | 197,00    |            |          |            |               |

## Ergebnis
| \| Etappenergebnis \| Etappenergebnis \| Etappenergebnis \| Etappenergebnis \| Etappenergebnis \| \| Fahrer \| Fahrer \| Land \| Team \| Zeit \| \| --------------- \| -------------------------- \| ---------------------- \| -------------------------- \| --------------- \| \| 1. \| Tadej Pogačar \| Slowenien \| UAE Team Emirates XRG \| 4 h 05 min 39 s \| \| 2. \| Jonas Vingegaard \| Dänemark \| Team Visma \\| Lease a Bike \| + 0 s \| \| 3. \| Oscar Onley \| Vereinigtes Königreich \| Team Picnic-PostNL \| + 2 s \| \| 4. \| Felix Gall \| Österreich \| Decathlon-AG2R La Mondiale \| + 2 s \| \| 5. \| Matteo Jorgenson \| Vereinigte Staaten \| Team Visma \\| Lease a Bike \| + 2 s \| \| 6. \| Remco Evenepoel \| Belgien \| Soudal Quick-Step \| + 2 s \| \| 7. \| Kévin Vauquelin \| Frankreich \| Arkéa-B&B Hotels \| + 2 s \| \| 8. \| Jhonatan Narváez \| Ecuador \| UAE Team Emirates XRG \| + 7 s \| \| 9. \| Axel Laurance \| Frankreich \| Ineos Grenadiers \| + 15 s \| \| 10. \| Tobias Halland Johannessen \| Norwegen \| Uno-X Mobility \| + 21 s \| |                            |                        |                            |                 |
| |                            |                        |                            |                 |
| Quellen: ProCyclingStats Cycling Quotient |                            |                        |                            |                 |
| Etappenergebnis |                            |                        |                            |                 |
| Fahrer | Fahrer                     | Land                   | Team                       | Zeit            |
| 1. | Tadej Pogačar              | Slowenien              | UAE Team Emirates XRG      | 4 h 05 min 39 s |
| 2. | Jonas Vingegaard           | Dänemark               | Team Visma \| Lease a Bike | + 0 s           |
| 3. | Oscar Onley                | Vereinigtes Königreich | Team Picnic-PostNL         | + 2 s           |
| 4. | Felix Gall                 | Österreich             | Decathlon-AG2R La Mondiale | + 2 s           |
| 5. | Matteo Jorgenson           | Vereinigte Staaten     | Team Visma \| Lease a Bike | + 2 s           |
| 6. | Remco Evenepoel            | Belgien                | Soudal Quick-Step          | + 2 s           |
| 7. | Kévin Vauquelin            | Frankreich             | Arkéa-B&B Hotels           | + 2 s           |
| 8. | Jhonatan Narváez           | Ecuador                | UAE Team Emirates XRG      | + 7 s           |
| 9. | Axel Laurance              | Frankreich             | Ineos Grenadiers           | + 15 s          |
| 10. | Tobias Halland Johannessen | Norwegen               | Uno-X Mobility             | + 21 s          |

## Gesamtstände
| \| Gesamtwertung \| Gesamtwertung \| Gesamtwertung \| Gesamtwertung \| Gesamtwertung \| \| Fahrer \| Fahrer \| Land \| Team \| Zeit \| \| ------------- \| -------------------- \| ---------------------- \| -------------------------- \| ---------------- \| \| 1. \| Tadej Pogačar \| Slowenien \| UAE Team Emirates XRG \| 25 h 58 min 04 s \| \| 2. \| Remco Evenepoel \| Belgien \| Soudal Quick-Step \| + 54 s \| \| 3. \| Kévin Vauquelin \| Frankreich \| Arkéa-B&B Hotels \| + 1 min 11 s \| \| 4. \| Jonas Vingegaard \| Dänemark \| Team Visma \\| Lease a Bike \| + 1 min 17 s \| \| 5. \| Mathieu van der Poel \| Niederlande \| Alpecin-Deceuninck \| + 1 min 29 s \| \| 6. \| Matteo Jorgenson \| Vereinigte Staaten \| Team Visma \\| Lease a Bike \| + 1 min 34 s \| \| 7. \| Oscar Onley \| Vereinigtes Königreich \| Team Picnic-PostNL \| + 2 min 49 s \| \| 8. \| Florian Lipowitz \| Deutschland \| Red Bull-Bora-Hansgrohe \| + 3 min 02 s \| \| 9. \| Primož Roglič \| Slowenien \| Red Bull-Bora-Hansgrohe \| + 3 min 06 s \| \| 10. \| Mattias Skjelmose \| Dänemark \| Lidl-Trek \| + 3 min 43 s \| |                      |                        |                            |                  |
| |                      |                        |                            |                  |
| Quellen: ProCyclingStats Cycling Quotient |                      |                        |                            |                  |
| Gesamtwertung |                      |                        |                            |                  |
| Fahrer | Fahrer               | Land                   | Team                       | Zeit             |
| 1. | Tadej Pogačar        | Slowenien              | UAE Team Emirates XRG      | 25 h 58 min 04 s |
| 2. | Remco Evenepoel      | Belgien                | Soudal Quick-Step          | + 54 s           |
| 3. | Kévin Vauquelin      | Frankreich             | Arkéa-B&B Hotels           | + 1 min 11 s     |
| 4. | Jonas Vingegaard     | Dänemark               | Team Visma \| Lease a Bike | + 1 min 17 s     |
| 5. | Mathieu van der Poel | Niederlande            | Alpecin-Deceuninck         | + 1 min 29 s     |
| 6. | Matteo Jorgenson     | Vereinigte Staaten     | Team Visma \| Lease a Bike | + 1 min 34 s     |
| 7. | Oscar Onley          | Vereinigtes Königreich | Team Picnic-PostNL         | + 2 min 49 s     |
| 8. | Florian Lipowitz     | Deutschland            | Red Bull-Bora-Hansgrohe    | + 3 min 02 s     |
| 9. | Primož Roglič        | Slowenien              | Red Bull-Bora-Hansgrohe    | + 3 min 06 s     |
| 10. | Mattias Skjelmose    | Dänemark               | Lidl-Trek                  | + 3 min 43 s     |

| Punktewertung | Punktewertung        | Punktewertung          | Punktewertung              | Punktewertung |
| Fahrer        | Fahrer               | Land                   | Team                       | Punkte        |
| ------------- | -------------------- | ---------------------- | -------------------------- | ------------- |
| 1.            | Tadej Pogačar        | Slowenien              | UAE Team Emirates XRG      | 156 P.        |
| 2.            | Jonathan Milan       | Italien                | Lidl-Trek                  | 122 P.        |
| 3.            | Biniam Girmay        | Eritrea                | Intermarché-Wanty          | 111 P.        |
| 4.            | Mathieu van der Poel | Niederlande            | Alpecin-Deceuninck         | 108 P.        |
| 5.            | Jonas Vingegaard     | Dänemark               | Team Visma \| Lease a Bike | 80 P.         |
| 6.            | Anthony Turgis       | Frankreich             | Team TotalEnergies         | 78 P.         |
| 7.            | Tim Merlier          | Belgien                | Soudal Quick-Step          | 72 P.         |
| 8.            | Remco Evenepoel      | Belgien                | Soudal Quick-Step          | 56 P.         |
| 9.            | Oscar Onley          | Vereinigtes Königreich | Team Picnic-PostNL         | 56 P.         |
| 10.           | Kévin Vauquelin      | Frankreich             | Arkéa-B&B Hotels           | 48 P.         |

| Bergwertung | Bergwertung      | Bergwertung        | Bergwertung                | Bergwertung |
| Fahrer      | Fahrer           | Land               | Team                       | Punkte      |
| ----------- | ---------------- | ------------------ | -------------------------- | ----------- |
| 1.          | Tim Wellens      | Belgien            | UAE Team Emirates XRG      | 8 P.        |
| 2.          | Tadej Pogačar    | Slowenien          | UAE Team Emirates XRG      | 7 P.        |
| 3.          | Ben Healy        | Irland             | EF Education-EasyPost      | 4 P.        |
| 4.          | Jonas Vingegaard | Dänemark           | Team Visma \| Lease a Bike | 4 P.        |
| 5.          | Ewen Costiou     | Frankreich         | Arkéa-B&B Hotels           | 3 P.        |
| 6.          | Eddie Dunbar     | Irland             | Team Jayco AlUla           | 3 P.        |
| 7.          | Michael Storer   | Australien         | Tudor Pro Cycling Team     | 3 P.        |
| 8.          | Quinn Simmons    | Vereinigte Staaten | Lidl-Trek                  | 2 P.        |
| 9.          | Lenny Martinez   | Frankreich         | Bahrain Victorious         | 2 P.        |
| 10.         | Benjamin Thomas  | Frankreich         | Cofidis                    | 2 P.        |

| Nachwuchswertung | Nachwuchswertung  | Nachwuchswertung       | Nachwuchswertung        | Nachwuchswertung |
| Fahrer           | Fahrer            | Land                   | Team                    | Zeit             |
| ---------------- | ----------------- | ---------------------- | ----------------------- | ---------------- |
| 1.               | Remco Evenepoel   | Belgien                | Soudal Quick-Step       | 25 h 58 min 58 s |
| 2.               | Kévin Vauquelin   | Frankreich             | Arkéa-B&B Hotels        | + 17 s           |
| 3.               | Oscar Onley       | Vereinigtes Königreich | Team Picnic-PostNL      | + 1 min 55 s     |
| 4.               | Florian Lipowitz  | Deutschland            | Red Bull-Bora-Hansgrohe | + 2 min 08 s     |
| 5.               | Mattias Skjelmose | Dänemark               | Lidl-Trek               | + 2 min 49 s     |
| 6.               | Ben Healy         | Irland                 | EF Education-EasyPost   | + 3 min 01 s     |
| 7.               | Carlos Rodríguez  | Spanien                | Ineos Grenadiers        | + 3 min 57 s     |
| 8.               | Romain Grégoire   | Frankreich             | Groupama-FDJ            | + 9 min 05 s     |
| 9.               | Jenno Berckmoes   | Belgien                | Lotto                   | + 10 min 06 s    |
| 10.              | Axel Laurance     | Frankreich             | Ineos Grenadiers        | + 18 min 03 s    |

| Mannschaftswertung | Mannschaftswertung              | Mannschaftswertung           | Mannschaftswertung |
| Team               | Team                            | Land                         | Zeit               |
| ------------------ | ------------------------------- | ---------------------------- | ------------------ |
| 1.                 | Team Visma \| Lease a Bike      | Niederlande                  | 77 h 58 min 21 s   |
| 2.                 | UAE Team Emirates XRG           | Vereinigte Arabische Emirate | + 5 min 33 s       |
| 3.                 | Groupama-FDJ                    | Frankreich                   | + 13 min 24 s      |
| 4.                 | Arkéa-B&B Hotels                | Frankreich                   | + 14 min 34 s      |
| 5.                 | Decathlon AG2R La Mondiale Team | Frankreich                   | + 16 min 54 s      |
| 6.                 | Red Bull-BORA-hansgrohe         | Deutschland                  | + 20 min 53 s      |
| 7.                 | Ineos Grenadiers                | Vereinigtes Königreich       | + 23 min 18 s      |
| 8.                 | EF Education-EasyPost           | Vereinigte Staaten           | + 25 min 53 s      |
| 9.                 | Alpecin-Deceuninck              | Belgien                      | + 27 min 57 s      |
| 10.                | Team Picnic-PostNL              | Niederlande                  | + 28 min 04 s      |

## Ausgeschiedene Fahrer
- Mattia Cattaneo (Soudal Quick-Step): während der Etappe aufgegeben[2]
- Jack Haig (Bahrain Victorious): wegen Gehirnerschütterung, die er sich bei einem Sturz kurz vor dem Ziel zuzog, während der Etappe aufgegeben[2]